# Szlachcin (gromada)
Szlachcin – dawna gromada, czyli najmniejsza jednostka podziału terytorialnego Polskiej Rzeczypospolitej Ludowej w latach 1954–1972.
Gromady, z gromadzkimi radami narodowymi (GRN) jako organami władzy najniższego stopnia na wsi, funkcjonowały od reformy reorganizującej administrację wiejską przeprowadzonej jesienią 1954 do momentu ich zniesienia z dniem 1 stycznia 1973, tym samym wypierając organizację gminną w latach 1954–1972.
Gromadę Szlachcin z siedzibą GRN w Szlachcinie utworzono – jako jedną z 8759 gromad na obszarze Polski – w powiecie średzkim w woj. poznańskim, na mocy uchwały nr 37/54 WRN w Poznaniu z dnia 5 października 1954. W skład jednostki weszły obszary dotychczasowych gromad Brzezie, Chudzice, Olszewo, Pierzchnica, Szlachcin i Tadeuszewo ze zniesionej gminy Środa w tymże powiecie. Dla gromady ustalono 16 członków gromadzkiej rady narodowej.
1 stycznia 1960 do gromady Szlachcin włączono obszar zniesionej gromady Winnagóra w tymże powiecie.
Gromada przetrwała do końca 1972 roku, czyli do kolejnej reformy gminnej.